# Madhav Vinayak Kibe
 (février 2017).
Pour les articles homonymes, voir Kibe (homonyme).
Madhavrao Vinayak Kibe (en devanagari : माधव विनायक किबे ; 1877 - ?) est un érudit de l'État d'Indore, en Inde. Issu de la famille brahmane Kibe, fondée par Vithalrao Mahadeo Kibe, il est connu comme Tantya Jog, le Premier Ministre du Maharaja Malhar Rao Holkar.
Il a obtenu son baccalauréat universitaire ès lettres en 1899 et sa maîtrise universitaire ès lettres 2 ans plus tard, du Collège Central de Muir, à Allahabad. Après avoir terminé ses études, il a servi comme secrétaire honoraire de la Darbâr de l'Indore pendant quelques années. Plus tard, il a été engagé dans le personnel de l'Agence du gouverneur général de l'Inde centrale en tant qu'attaché honoraire et magistrat. En 1911, il a été désigné pour officier comme Diwan pour le Raja Saheb de Dewas, branche junior. Il a été fait Rao Bahadur en juin 1912.
Il a présidé le Marathi Sahitya Sammelan tenu à Bombay en 1926.
Location of Lanka et Studies in Indian States Currencies étaient deux de ses œuvres.